# Přemyslav II. ze Žerotína
Přemyslav II. ze Žerotína, zvaný též Přemek ze Žerotína (německy Przymislaus (Przenko) von Zierotin, 1590 – 24. ledna 1652) byl šlechtic z významného moravského rodu Žerotínů.

## Život

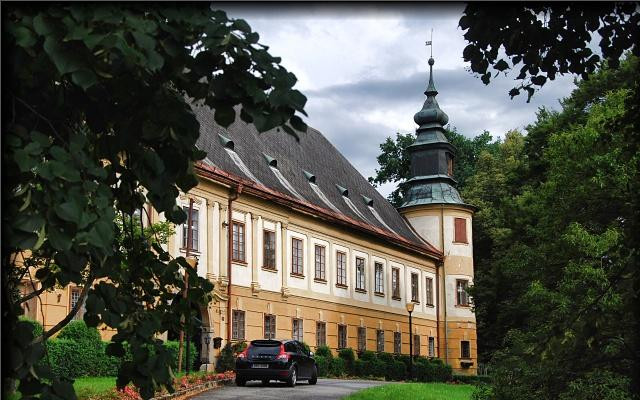
Bludovský zámek

Narodil se jako syn Jana I. ze Žerotína († 1608), majitele panství Velké Losiny a jeho třetí manželky Andělíny Ryšánové z Modřic.

### Rodina
Oženil se 29. května 1617 s Annou Marií Šlikovou, dcerou předáka stavovského povstání Jáchyma Ondřeje Šlika. Měli spolu osm dětí, pokračovatelem rodu byl syn Přemyslav III. (1629–1673). Z dcer je známá Angela Sibylla, provdaná Galle († 1695), která jako poručnice svých synovců byla iniciátorkou čarodějnických procesů ve Velkých Losinách.
V rodovém archivu (dnes v Zemském archivu v Opavě) je uchováno mnoho písemností a osobní korespondence, mezi nimi např. dopis od císaře Ferdinanda III. adresovaný Przymislavovi z roku 1643.
Přemyslav ze Žerotína zemřel 24. ledna 1652.